# Pablo Raéz Martínez
Pau Ráez Martínez (Marbella, 26 d'abril de 1996 - Marbella, 25 de febrer de 2017) va ser un esportista i blocaire espanyol. Ráez, que va patir leucèmia, és conegut per la seva defensa de la donació de medul·la òssia.
Les activitats a internet de Ráez haurien augmentat les donacions de medul·la òssia a Màlaga un 1300% el 2016, amb un total de 11.201 donants nous aquell any. El director del Centre Regional de Transfusió Sanguínia, Isidre Prats, va qualificar de crucial la campanya viral de Pablo per assolir aquesta xifra. El 2019 Televisió Espanyola va estrenar una documental dedicada a la seva lluita i el treball fet per fer prendre consciència a la gent de la importància de donar medul·la òssia.